# Elisabeth Vaupel
Elisabeth Christine Vaupel (* 1956 in Luxemburg) ist eine deutsche Chemie- und Wissenschaftshistorikerin. Sie war von 2004 bis 2022 am Forschungsinstitut des Deutschen Museums in München tätig.

## Leben
Vaupel studierte zwischen 1974 und 1982 Chemie, Biologie und Geschichte an den Universitäten Mainz, Freiburg und München. 1982 absolvierte sie ihr Diplom in Chemie an der Universität Freiburg. Im Jahr 1987 promovierte sie an der LMU München mit einer Arbeit über den Chemiker Carl Graebe zum Dr. rer. nat. Von 1989 bis 2004 war sie Leiterin der Abteilung Chemie am Deutschen Museum in München, danach wechselte sie in das Forschungsinstitut des Deutschen Museums. Im Jahr 2003 habilitierte sie sich für das Fach Chemiegeschichte an der Universität Stuttgart, wo sie seit 2004 Privatdozentin in der Fakultät für Chemie war. 2008 wurde sie von der Fakultät für Chemie der Universität Stuttgart zur außerplanmäßigen Professorin für Geschichte der Chemie ernannt.
Vaupel veröffentlichte zahlreiche Aufsätze zur Geschichte der Chemie, zu Gewürzen und anderen Themen der Wissenschafts- und Technikgeschichte etwa in „Kultur und Technik“, der Zeitschrift des Deutschen Museums, und in Chemie in unserer Zeit. Am Deutschen Museum war sie verantwortlich für Ausstellungen über Farbe (1986), die Welt der Gewürze und Galalith (2003).

## Arbeits- und Forschungsgebiete
- Geschichte der  wissenschaftlichen und technischen Chemie vom 18. bis 20. Jahrhundert
- Das Deutsche Museum im Nationalsozialismus
- Chemiegeschichte des 19. und 20. Jahrhunderts
- Kulturgeschichte der Gifte
- Geschichte der Pharmazie

## Veröffentlichungen (Auswahl)
- als Herausgeberin mit Stefan L. Wolff: Das Deutsche Museum in der Zeit des Nationalsozialismus. Eine Bestandsaufnahme (= Deutsches Museum. Abhandlungen und Berichte. Neue Folge 27). Unter Mitarbeit von Dorothee Messerschmid-Franzen. Wallstein-Verlag, Göttingen 2010, ISBN 978-3-8353-0596-0.
- Gewürze. Acht kulturhistorische Porträts. Deutsches Museum, München 2002, ISBN 3-924183-85-6.
- mit Ulrike Brunken und Matthias Jenny: „Wo der Pfeffer wächst“. Ein Festival der Kräuter und Gewürze (= Der Palmengarten. Sonderheft. 32). Begleitheft zur gleichnamigen Ausstellung im Palmengarten der Stadt Frankfurt am Main. Palmengarten der Stadt Frankfurt am Main, Frankfurt am Main 2000, ISBN 3-931621-08-1.
- Carl Graebe (1841–1927) – Leben, Werk und Wirken im Spiegel seines brieflichen Nachlasses. München 1987, (München, Universität, Dissertation, 1987).

- Aufsätze:
  - Krieg der Chemiker. Die chemische Industrie im Ersten Weltkrieg. In: Chemie in unserer Zeit. Band 48, Nummer 6, Dezember 2014, S. 460–475, doi:10.1002/ciuz.201400669.
  - Vom Teerfarbstoff zum Insektizid. In: Chemie in unserer Zeit. Band 46, Nummer 6, Dezember 2012, S. 388–400, doi:10.1002/ciuz.201200602.
  - Hermann Staudinger und der Kunstpfeffer. Ersatzgewürze. In: Chemie in unserer Zeit. Band 44, Nummer 6, Dezember 2010, S. 396–412, doi:10.1002/ciuz.201000524.
  - Napoleons Kontinentalsperre und ihre Folgen: Hochkonjunktur der Ersatzstoffe. In: Chemie in unserer Zeit. Band 40, Nummer 5, Oktober 2006, S. 306–315, doi:10.1002/ciuz.200600390.
  - August Strindberg als „Naturwissenschaftler“. In: Chemie in unserer Zeit. Band 18, Nummer 5, Oktober 1984, S. 156–167, doi:10.1002/ciuz.19840180503.